# Opius contractor
Opius contractor är en stekelart som beskrevs av Fischer 1968. Opius contractor ingår i släktet Opius och familjen bracksteklar. Inga underarter finns listade i Catalogue of Life.